# Kleider (Erzählung)
Kleider ist eine Erzählung von Franz Kafka, die 1912 im Rahmen des Sammelbandes Betrachtung erschien.

## Inhalt
Ein Ich-Erzähler beklagt in diesem kurzen Prosastück, wie sich schmuckvolle Kleider abnützen und mit Staub bedeckt werden, so dass sie sicher nicht täglich getragen werden sollten. Er vergleicht das mit der äußeren Erscheinung schöner Mädchen, die doch tagtäglich „in diesem einen natürlichen Maskenanzug erscheinen“. Er meint, dass sie manchmal von einem Fest kommend ihren eigenen Anblick als abgenützt, gedunsen und „kaum mehr tragbar“ empfinden müssten.

## Textanalyse und Deutungsansatz
Der Blick des Erzählers ist auf den Verfall des Äußeren gerichtet. Kleider, „die sich schön über schöne Körper legen“, erinnern ihn nur an den Staub, der sich darin festsetzt und nicht mehr zu entfernen ist. Staub ist der Ausdruck des Vergänglichen und Verwesenden. Er sammelt sich besonders in den Verzierungen und Rüschen, also gerade in den Schmuck-Accessoires, die den Wert des Kleides erhöht haben. Um diesen Verfall aufzuhalten, darf das schöne Kleid natürlich nicht täglich getragen werden.
Die äußere Erscheinung schöner Mädchen ist aber zwangsläufig mit der täglichen Präsentation ihrer selbst verbunden. Der Erzähler vermutet nun, dass die schönen Mädchen diesen Zusammenhang ähnlich wie er sehen müssten und eine Abnutzung ihrer Erscheinung empfinden müssten, die überdies nur eine Maske darstellt.
Die Sicht auf diese Mädchen ist voyeuristisch. Das bedeutet, dass eine minutiöse Beobachtung des anderen ohne sonstige Kontaktaufnahme stattfindet. Seine Beschreibung ihrer Schönheit lautet: „vielfache reizende Muskeln und Knöchelchen und gespannte Haut und Massen dünner Haare“. Eine ähnliche Sichtweise wird in den Stücken Der Fahrgast und Die Abweisung, ebenfalls aus dem Band Betrachtung, vorgestellt. Der Erzähler scheint sich in diese Mädchen hineinzuversetzen, aber er versucht eigentlich nicht, sie zu verstehen. Er projiziert seine geradezu morbiden Gefühle auf sie. Bis zu ihrem Wesen dringt er nicht vor, es interessiert ihn offensichtlich auch nicht. Ihre Schönheit wertet er ab, macht sie gedanklich unattraktiv und schafft so einen Grund, eine Kontaktaufnahme zu umgehen.
In diesem kleinen Prosastück tritt Kafkas problematisches Verhältnis zu Frauen hervor. Es manifestierte sich in insgesamt drei Ver- und Entlobungen, einer Schar jugendlicher Verehrerinnen, aber keiner dauerhaften Bindung. Es ist aber auch der Vanitas-Alles-ist-eitel-Gedanke darin enthalten.
Das Thema unpassende und vergängliche Kleider taucht auch in Kafkas Romanfragment Das Schloss im letzten Gespräch mit der Wirtin und mit Pepi auf.

## Ausgaben
- Franz Kafka: Sämtliche Erzählungen. Herausgegeben von Paul Raabe. Fischer Taschenbuch Verlag, 1970. ISBN 3-596-21078-X.
- Franz Kafka: Die Erzählungen. Originalfassung. Herausgegeben von Roger Hermes. Fischer Verlag, 1997, ISBN 3-596-13270-3.
- Franz Kafka: Drucke zu Lebzeiten. Herausgegeben von Wolf Kittler, Hans-Gerd Koch und Gerhard Neumann. Fischer Verlag, Frankfurt/Main 1996, ISBN 3-10-038152-1, S. 28/29.

## Sekundärliteratur
- Peter-André Alt: Franz Kafka: Der ewige Sohn. Verlag C.H. Beck, München 2005, ISBN 3-406-53441-4.